# Bulbophyllum wagneri
Bulbophyllum wagneri là một loài phong lan thuộc chi Bulbophyllum.